# بازوام‌گیری
بازوام‌گیری (به انگلیسی: Reborrowing)، فرآیندی است که در آن یک کلمه از یک زبان به زبان دیگر می‌رود و سپس به زبان اصلی به شکلی متفاوت یا با معنایی متفاوت بازمی‌گردد. این مسیر با A → B → A نشان داده می‌شود، جایی که A زبان اصلی است و می‌تواند شکل‌های مختلفی داشته باشد. گاهی یک کلمه وام گرفته‌شده را Rückwanderer (آلمانی، "بازگشت‌کننده") می‌نامند.

## نمونه‌ها
| زبان نورس باستان:    | klubba                                        | → | زبان انگلیسی:   | باشگاه                                              | → | زبان نروژی:          | klubb ("association of people")                           |   |                      |           |
| زبان فرانسوی:        | tenez                                         | → | زبان انگلیسی:   | تنیس                                                | → | زبان فرانسوی:        | tennis (the sport)                                        |   |                      |           |
| زبان فرانسوی:        | cotte                                         | → | زبان انگلیسی:   | riding coat                                         | → | زبان فرانسوی:        | redingote                                                 | → | زبان انگلیسی:        | redingote |
| زبان یونانی:         | κίνημα (kínēma, movement)                     | → | زبان فرانسوی:   | cinéma(tographe)                                    | → | زبان یونانی:         | σινεμά (sinemá, cinema)                                   |   |                      |           |
| زبان هلندی:          | bolwerk (bulwark, bastion)                    | → | زبان فرانسوی:   | boulevard                                           | → | زبان هلندی:          | boulevard ("broad avenue")                                |   |                      |           |
| زبان هلندی:          | manneken ("little man")                       | → | زبان فرانسوی:   | mannequin                                           | → | زبان هلندی:          | mannequin ("catwalk model")                               |   |                      |           |
| زبان هلندی:          | koekje (cookie)                               | → | زبان انگلیسی:   | cookie                                              | → | زبان هلندی:          | cookie ("کوکی اچ‌تی‌تی‌پی")                                  |   |                      |           |
| Middle Dutch:        | snacken /ˈsnɑkən/ ("to gasp/bite at")         | → | زبان انگلیسی:   | to snack                                            | → | زبان هلندی:          | snacken /ˈsnɛkən/                                         |   |                      |           |
| زبان انگلیسی:        | crack (fun)                                   | → | زبان ایرلندی:   | craic (fun)                                         | → | زبان انگلیسی:        | craic (fun of a quintessentially Irish type)              |   |                      |           |
| زبان انگلیسی:        | پویانمایی                                     | → | زبان ژاپنی:     | アニメ (anime)                                      | → | زبان انگلیسی:        | انیمه (Japanese animation)                                |   |                      |           |
| زبان انگلیسی:        | کشتی کج                                       | → | زبان ژاپنی:     | プロレス (puroresu)                                 | → | زبان انگلیسی:        | puroresu (Japanese professional wrestling)                |   |                      |           |
| زبان عبری:           | תַּכְלִית /taχˈlit/ (purpose)                     | → | زبان ییدیش:     | תכלית /ˈtaχləs/ (result; purpose; serious business) | → | زبان عبری:           | תַּכְלֶס /ˈtaχles/ (directly, matter-of-factly, cut the crap) |   |                      |           |
| زبان اسپانیایی:      | tronada (thunderstorm)                        | → | زبان انگلیسی:   | پیچند                                               | → | زبان اسپانیایی:      | tornado                                                   |   |                      |           |
| زبان چینی:           | 革命 (dynastic changes)                       | → | زبان ژاپنی:     | 革命 (kakumei; revolution)                          | → | زبان چینی:           | 革命 (revolution)                                         |   |                      |           |
| زبان چینی:           | 共和 (نایب‌السلطنگی گونگ‌هه)                    | → | زبان ژاپنی:     | 共和 (kyōwa; republic)                              | → | زبان چینی:           | 共和 (republic)                                           |   |                      |           |
| زبان چینی:           | 抹茶 (A lost way of tea making)               | → | زبان ژاپنی:     | 抹茶 (ماچا)                                         | → | زبان چینی:           | 抹茶 (Japanese style matcha)                              |   |                      |           |
| هاکین or کانتونی:    | 鮭汁 (kôe-chiap/kê-chiap; type of fish sauce) | → | زبان انگلیسی:   | کچاپ (table sauce/tomato ketchup)                   | → | کانتونی:             | 茄汁 (ke4*2 zap1; ketchup)                                |   |                      |           |
| زبان ترکی باستان:    | ülüş (share, portion)                         | → | زبان مغولی:     | ulus (country, division)                            | → | زبان ترکی استانبولی: | ulus (nation)                                             |   |                      |           |
| زبان ترکی استانبولی: | bey armudu (bergamot, "lord's pear")          | → | زبان ایتالیایی: | bergamotto                                          | → | زبان فرانسوی:        | bergamote                                                 | → | زبان ترکی استانبولی: | bergamot  |
| Middle Mongol:       | یرلیغ (royal decree)                          | → | زبان روسی:      | ярлык (yarlyk; label, price tag)                    | → | زبان مغولی:          | yarlyk (price tag)                                        |   |                      |           |
| زبان فارسی میانه:    | handaz- (to plan, allot)                      | → | زبان عربی:      | مهندس (mohandis; geometer, engineer)                | → | زبان فارسی:          | مهندس (mohandes; engineer)                                |   |                      |           |
| زبان فارسی:          | زرناپا (zornāpā; 'flute leg', giraffe)        | → | زبان عربی:      | زرافة (zarāfa/zurāfa; giraffe)                      | → | زبان فارسی:          | زرافه (zarāfe; giraffe)                                   |   |                      |           |